# 普罗普里亚诺
普罗普里亚诺（法語：Propriano，法語發音：[pʁɔpʁijano]）是法国南科西嘉省的一个市镇，属于萨尔泰讷区。

## 地理
普罗普里亚诺（41°40'30"N, 8°54'15"E）面积18.73 平方千米，位于法国南科西嘉省，该省份位于科西嘉南部，后者为地中海西部的一座岛屿，也是法国的一个单一领土集体，位于法国大陆部分的东南面，意大利半島的西面，最临近的地块是撒丁岛。
与普罗普里亚诺接壤的市镇（或旧市镇、城区）包括：比利亚、格罗萨、奥尔梅托、薩爾泰訥、维贾内洛。

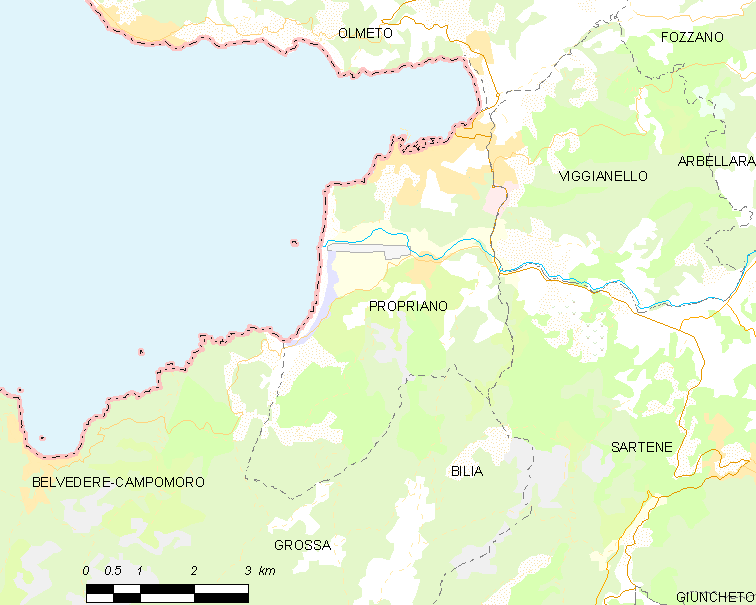
普罗普里亚诺的OSM定位图

普罗普里亚诺的时区为UTC+01:00、UTC+02:00（夏令时）。

## 行政
普罗普里亚诺的邮政编码为20110，INSEE市镇编码为2A249。

## 政治
普罗普里亚诺所属的省级选区为萨尔特奈-瓦林科县。

## 人口

1962-2008年间普罗普里亚诺人口变化图示

普罗普里亚诺于2022年1月1日时的人口数量为3864人。